# Kyōko Yamauchi
Kyōko Yamauchi (jap. 山内 京子, Yamauchi Kyōko; * 18. Juni 1972) ist eine frühere japanische Biathletin.
Kyōko Yamauchi begann 1995 mit dem Biathlonsport. Dazu musste sie wie in Japan üblich zur „Winterkampfausbildungseinheit“ (Tōsenkyō) der Bodenselbstverteidigungsstreitkräfte gehen. Noch im selben Jahr gab sie ihr Debüt im Biathlon-Weltcup bei einem Einzel am Holmenkollen in Oslo, das sie als 75. beendete. Es folgten bis 1998 immer wieder Einsätze im Weltcup. Ihr bestes Resultat in der höchsten Rennserie des Biathlons hatte sie 1998 mit einem 49. Platz bei einem Sprint in Pokljuka. Höhepunkt der Karriere Yamauchis wurde die Teilnahme an den Biathlon-Weltmeisterschaften 1997 in Osrblie, wo sie in der japanischen Staffel eingesetzt wurde und an der Seite von Mami Shindō, Hiromi Suga und Ryōko Takahashi 15. wurde. Nachdem sie sich nicht für die heimischen Olympischen Winterspiele 1998 in Nagano qualifizieren konnte, beendete sie ihre Karriere.

## Biathlon-Weltcup-Platzierungen
Die Tabelle zeigt alle Platzierungen (je nach Austragungsjahr einschließlich Olympische Spiele und Weltmeisterschaften).
- 1.–3. Platz: Anzahl der Podiumsplatzierungen
- Top 10: Anzahl der Platzierungen unter den ersten zehn (einschließlich Podium)
- Punkteränge: Anzahl der Platzierungen innerhalb der Punkteränge (einschließlich Podium und Top 10)
- Starts: Anzahl gelaufener Rennen in der jeweiligen Disziplin

| Platzierung              | Einzel | Sprint | Verfolgung | Massenstart | Team | Staffel | Gesamt |
| ------------------------ | ------ | ------ | ---------- | ----------- | ---- | ------- | ------ |
| 1. Platz                 |        |        |            |             |      |         |        |
| 2. Platz                 |        |        |            |             |      |         |        |
| 3. Platz                 |        |        |            |             |      |         |        |
| Top 10                   |        |        |            |             |      |         |        |
| Punkteränge              |        |        |            |             |      | 1       | 1      |
| Starts                   | 5      | 6      |            |             |      | 1       | 12     |
| Stand: nach Karriereende |        |        |            |             |      |         |        |